# Oásis de Qara
Qara ou Cara é o 8o oásis habitado do Egito, com uma população entorno de 300 berberes, embora de uma cútis mais escura do que os habitantes de Siuá. Este oásis é freqüentemente desconsiderado quando se trata de contar os oásis egípcios pois é muito pequeno se comparado aos outros. No folclore local se um recém-nascido chega, um mais velho irá morrer logo depois, deste modo mantendo a população constante. Ele se situa na extremidade sudoeste da Depressão de Qattara, 75 km a nordeste do Oásis de Siuá, e está conectada à estrada Matruh-Siuá por uma via de acesso asfaltada. Originalmente os habitantes viviam em uma montanha vizinha que agia como uma fortaleza natural, mas hoje vivem em casas simples no lado de baixo. A eletricidade para casas e postes de iluminação é fornecida por pequenas celulas solares individuais.